# Cryptocala gilvipennis
Cryptocala gilvipennis là một loài bướm đêm trong họ Noctuidae.